# Atholus arcatus
Atholus arcatus är en skalbaggsart som först beskrevs av Lewis 1908.  Atholus arcatus ingår i släktet Atholus och familjen stumpbaggar. Inga underarter finns listade i Catalogue of Life.